# Gudmundaredssjön
Gudmundaredssjön är en sjö i Varbergs kommun i Västergötland och ingår i Viskans huvudavrinningsområde. Sjön är 6 meter djup, har en yta på 0,124 kvadratkilometer och är belägen 118,4 meter över havet. Vid provfiske har abborre, gädda, mört och sutare fångats i sjön.

## Delavrinningsområde
Gudmundaredssjön ingår i det delavrinningsområde (635725-130855) som SMHI kallar för Inloppet i Oklången. Medelhöjden är 145 meter över havet och ytan är 46,74 kvadratkilometer. Det finns inga avrinningsområden uppströms utan avrinningsområdet är högsta punkten. Lillån (Kungsätersån) som avvattnar avrinningsområdet har biflödesordning 2, vilket innebär att vattnet flödar genom totalt 2 vattendrag innan det når havet efter 41 kilometer. Avrinningsområdet består mestadels av skog (72 procent) och jordbruk (12 procent). Avrinningsområdet har 2,16 kvadratkilometer vattenytor vilket ger det en sjöprocent på 4,6 procent.